# Hohenwibbecke

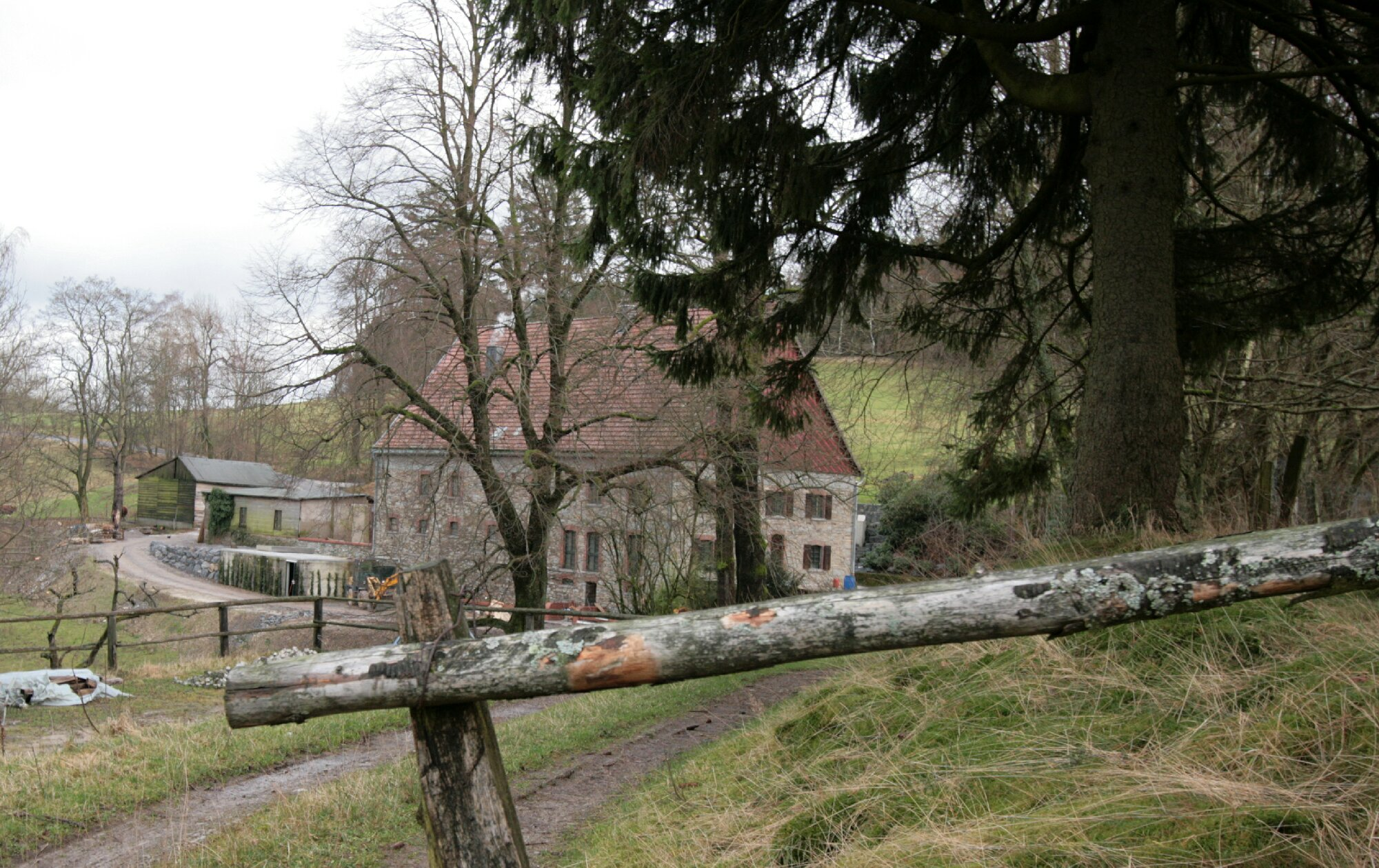
Ort Hohenwibbecke, Stadt Sundern, Ortsteil Hagen

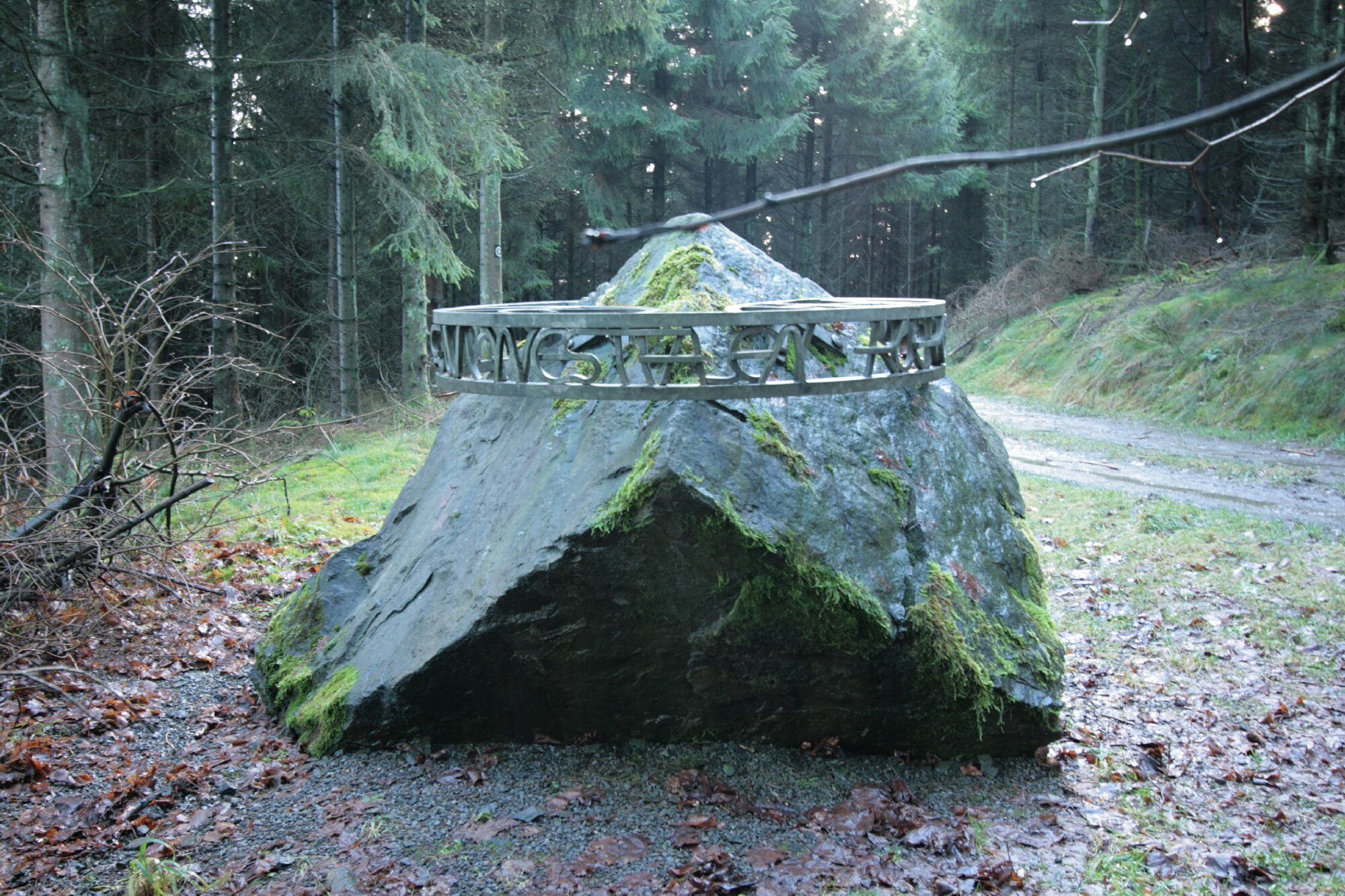
Grenzstein der Landkreise HSK, MK und OE bei Hohenwibbecke

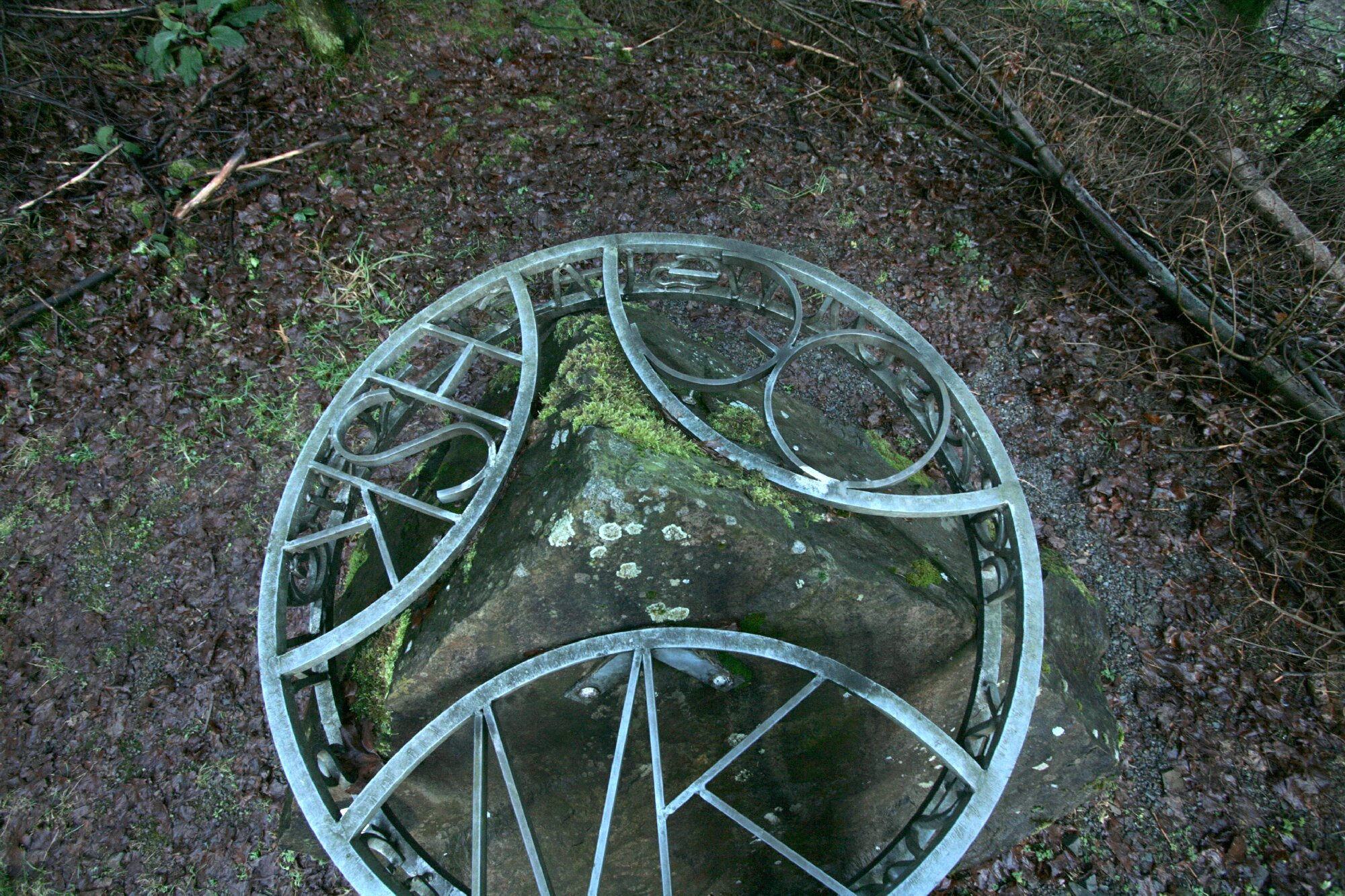
Grenzstein Draufsicht

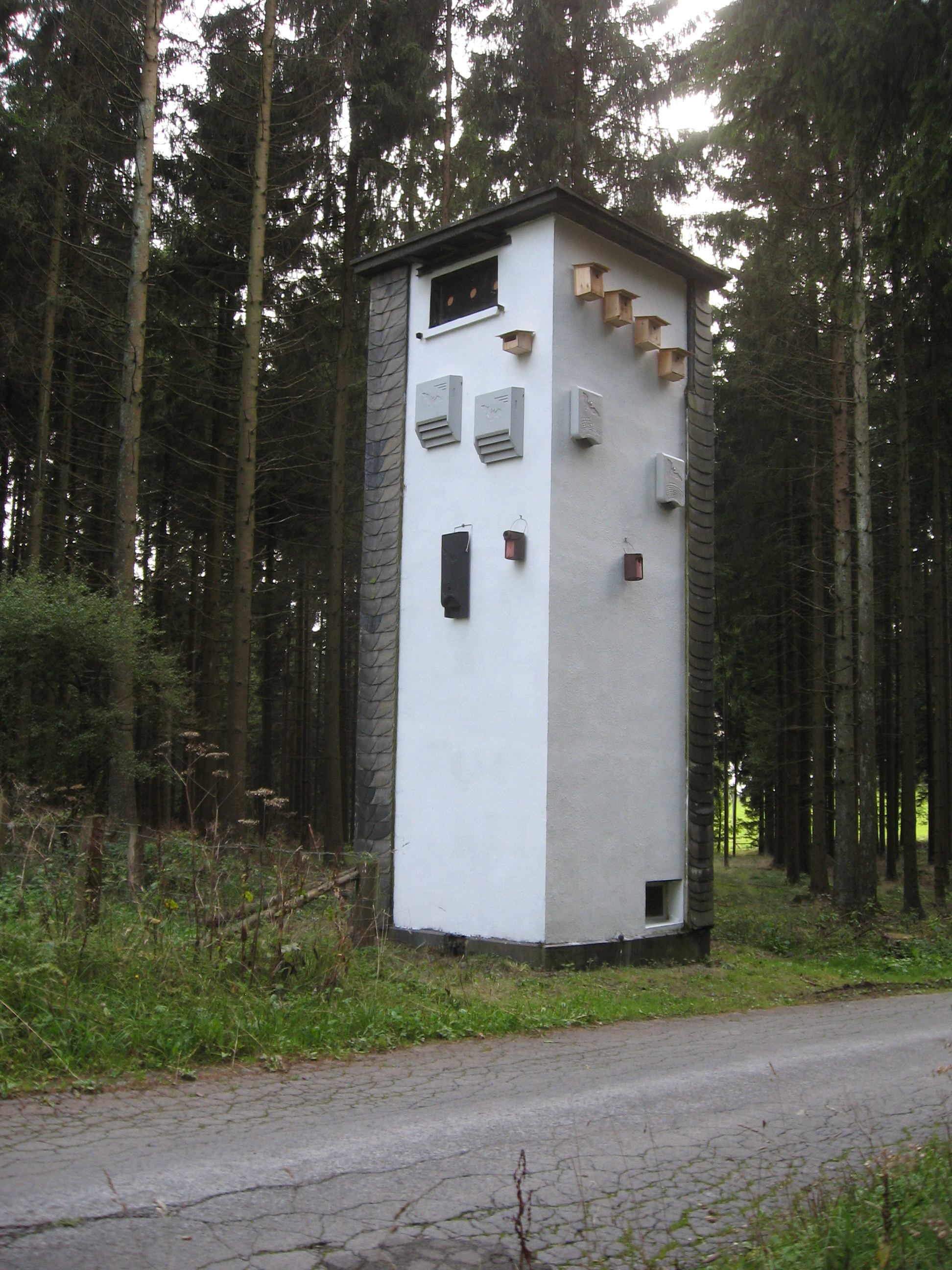
Artenschutzturm Hohenwibbecke

Hohenwibbecke ist eine Einzelsiedlung der Stadt Sundern, Stadtteil Hagen, im Hochsauerlandkreis. Hohenwibbecke liegt direkt an der Stadt- und Kreisgrenze. Es ist im Hochsauerland umgeben vom Landschaftsschutzgebiet Lennegebirgskamm (Lenscheid, Saal, Hohenwibbecke).
Der Ort, welcher aus nur einem Wohngebäude besteht, liegt auf 498 m ü. NN im Grenzgebiet der ehemaligen Grafschaft Mark und des Gerichts Bilstein. Heute stoßen östlich des Ortes am 542 m hohen Ruthenberg die Kreise Olpe, Märkischer Kreis und Hochsauerlandkreis zusammen.
Am 1. Januar 1832 wurde das Dorf Wildewiese mit den Ortschaften Hohenwibbecke, Lenscheid und Saal, das bis dahin zum Kirchspiel Schönholthausen im Kreis Eslohe (der später in Kreis Meschede umbenannt wurde) gehört hatte, als eigenständige Gemeinde in den Kreis Arnsberg eingegliedert. Zum 1. Januar 1975 erfolgte die Eingemeindung in die Stadt Sundern.
An der Straße von Saal steht eine Turmstation, die vom Verein für Natur- und Vogelschutz im Hochsauerlandkreis zum Artenschutzturm Hohenwibbecke umgebaut wurde.